# Sinui-myeon
Sinui-myeon (koreanska: 신의면) är en socken i kommunen Sinan-gun i provinsen Södra Jeolla i den sydvästra delen av Sydkorea, 340 km söder om huvudstaden Seoul. Den består av fyra bebodda öar  och ett antal mindre obebodda öar. Den största ön är Sinuido (32,3 km² / 1 472 invånare). 